# Réserve forestière d'État de Kaʻū
La réserve forestière d'État de Kaʻū, en anglais Kaʻū State Forest Reserve, est une réserve forestière d'État des États-Unis située à Hawaï, sur l'île d'Hawaï, sur le flanc Sud du Mauna Loa.